# Notoclinus fenestratus
Notoclinus fenestratus is een straalvinnige vissensoort uit de familie van drievinslijmvissen (Tripterygiidae). De wetenschappelijke naam van de soort is voor het eerst geldig gepubliceerd in 1801 door Forster.